# Concordia (Honduras)
Concordia è un comune dell'Honduras facente parte del dipartimento di Olancho.
Il comune appare come entità autonoma già nel censimento del 1887.